# Maria Karolina von Österreich (1748–1748)

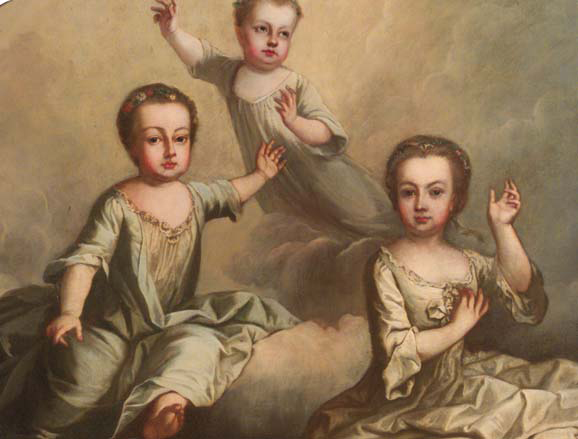
Martin van Meytens: Die drei schwebenden Kinder von 1748. Van Meytens bekam den Auftrag von der Kaiserin Maria Theresia, ihre drei früh verstorbenen Kinder postum zu malen. Das Bildnis zeigt v. l. n. r.: Maria Karolina (1740–1741), Maria Karolina (1748) und Maria Elisabeth (1737–1740)

Erzherzogin Maria Karolina von Österreich (* 17. September 1748  auf Schloss Schönbrunn; † 17. September 1748 auf Schloss Schönbrunn) war Erzherzogin von Österreich, Prinzessin von Ungarn, Böhmen und der Toskana. Sie war das zehnte Kind und die siebte Tochter von Kaiserin Maria Theresia  und Kaiser Franz I. Stephan.

## Leben

### Herkunft und Abstammung

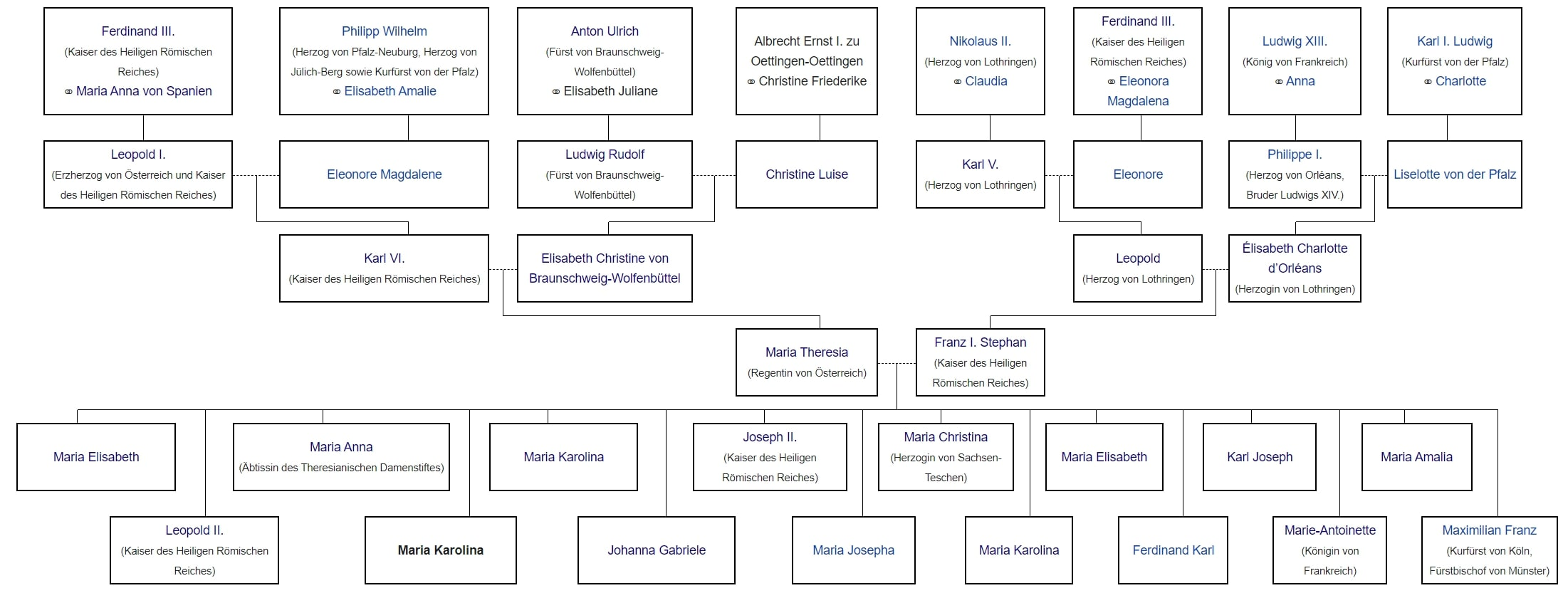
Stammbaum von Maria Karolina

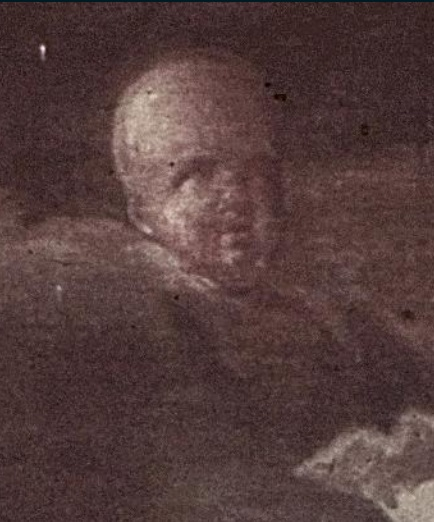
Maria Carolina postum auf einem Wandgemälde von Martin van Meytens in Schloss Schönbrunn. (Ausschnitt) nach 1748

Wie bei den anderen neun Schwangerschaften auch, ließ sich Maria Theresia bei der zehnten ebenfalls nicht von ihren kaiserlichen Pflichten abhalten. Doch dieses Mal gab sie zu, dass es ihr zunehmend schwerer fiel, angesichts der Umstände, in denen sie sich befand:

„(...) wenn der liebe Gott mir die Kinder, welche ich habe, erhalten möchte, wäre ich recht zufrieden, mit zehn Schluss zu machen; denn ich fühle, dass es mich schwächt und recht altern lässt und für alle Kopfarbeit wenig fähig macht.“

Noch am 16. September 1748 – ein Tag vor der Geburt – begab sich die Kaiserin vormittags von Schönbrunn in die Hofburg, um den türkischen Abgesandten öffentlich zu verabschieden.
Danach kehrte sie mit dem Kaiser und dessen Bruder Karl nach Schönbrunn zurück, besuchte nachmittags die Kaiserinmutter in Hetzendorf und begab sich am frühen Abend ins Theater zu einer italienischen Oper. Der 17. September 1748 war ein Dienstag. Bis zur Geburt am Abend zwischen 19 Uhr und 20 Uhr, verlief der Tag wie gewohnt nach Plan: morgens Gottesdienst in der Schlosskapelle Schönbrunn, anschließend Konferenzen.
Die Geburt der kleinen Erzherzogin begann schließlich ganz normal. Es herrschte jedoch Entsetzen, als das Mädchen mit den Füßen voran zur Welt kam. Da es besonders schwach wirkte, leitete die Hebamme die sofortige Nottaufe ein. Maria Theresia quälte der Gedanke, ihr kleines Mädchen sei nicht rechtzeitig vor dem Ableben getauft worden. Kaiser Franz Stephan versuchte, seine Gattin zu beruhigen und davon zu überzeugen, dass die Nottaufe rechtzeitig erfolgt war.
Das tote Kind wurde anschließend in den Räumen in Schönbrunn aufgebahrt, die ihr zugedacht waren. Am 18. September brachte man den kleinen Leichnam in die Hofburg. Abends fand schließlich die Beisetzung Maria Karolinas in der Kapuziner-Kirche statt.
In Ehren ihrer älteren bereits früh verstorbenen Schwester, Maria Karolina, bekam sie den Namen Maria Karolina. Die Prinzessin wurde als dritte Angehörige des Hauses Habsburg bzw. Habsburg-Lothringen in der Maria-Theresien-Gruft, einem Teil der Kapuzinergruft, beigesetzt. Maria Karolina hatte 15 Geschwister, davon verstarben zwei, wie sie, im Kleinkindalter. Drei weitere Geschwister starben im Jugendalter an Pocken. Ihre bekanntesten älteren Geschwister waren: Joseph II.; Maria Christina; Maria Amalia und Leopold II.
Ihre bekanntesten jüngeren Geschwister waren: Maria Karolina; Ferdinand Karl Anton; Maria Antonia (die spätere Marie-Antoinette) und Maximilian Franz.

## Vorfahren
| Ahnentafel Maria Karolina von Österreich | Ahnentafel Maria Karolina von Österreich                                                                   | Ahnentafel Maria Karolina von Österreich                                                                   | Ahnentafel Maria Karolina von Österreich                                                                   | Ahnentafel Maria Karolina von Österreich                                                                   | Ahnentafel Maria Karolina von Österreich                                                         | Ahnentafel Maria Karolina von Österreich                                                         | Ahnentafel Maria Karolina von Österreich                                                                               | Ahnentafel Maria Karolina von Österreich                                                                        |
| ---------------------------------------- | --- | --- | --- | --- | ------------------------------------------------------------------------------------------------ | ------------------------------------------------------------------------------------------------ | --- | --- |
| Ururgroßeltern                           | Nikolaus Franz von Vaudémont (1609–1670) ⚭ 1634 Claudia von Lothringen (1612–1648)                         | Kaiser Ferdinand III. (1608–1657) ⚭ 1651 Eleonora von Mantua (1630–1686)                                   | König Ludwig XIII. (1601–1643) ⚭ 1615 Anna von Österreich (1601–1666)                                      | Kurfürst Karl I. Ludwig (1617–1680) ⚭ 1650 Charlotte von Hessen-Kassel (1627–1686)                         | Kaiser Ferdinand III. (1608–1657) ⚭ 1631 Maria Anna von Spanien (1606–1646)                      | Kurfürst Philipp Wilhelm (1615–1690) ⚭ 1653 Elisabeth Amalia von Hessen-Darmstadt (1635–1709)    | Fürst Anton Ulrich von Braunschweig-Wolfenbüttel (1633–1714) ⚭ 1656 Elisabeth Juliane von Holstein-Norburg (1634–1704) | Albrecht Ernst I. zu Oettingen (1642–1683) ⚭ 1665 Christine Friederike von Württemberg (1644–1674)              |
| Urgroßeltern                             | Herzog Karl V. Leopold (1643–1690) ⚭ 1678 Eleonore von Österreich (1653–1697)                              | Herzog Karl V. Leopold (1643–1690) ⚭ 1678 Eleonore von Österreich (1653–1697)                              | Philipp I. von Bourbon (1640–1701) ⚭ 1671 Elisabeth von der Pfalz (1652–1722)                              | Philipp I. von Bourbon (1640–1701) ⚭ 1671 Elisabeth von der Pfalz (1652–1722)                              | Kaiser Leopold I. (1640–1705) ⚭ 1676 Eleonore Magdalene von der Pfalz (1655–1720)                | Kaiser Leopold I. (1640–1705) ⚭ 1676 Eleonore Magdalene von der Pfalz (1655–1720)                | Herzog Ludwig Rudolf von Braunschweig-Wolfenbüttel (1671–1735) ⚭ 1690 Christine Luise von Oettingen (1671–1747)        | Herzog Ludwig Rudolf von Braunschweig-Wolfenbüttel (1671–1735) ⚭ 1690 Christine Luise von Oettingen (1671–1747) |
| Großeltern                               | Herzog Leopold Joseph von Lothringen (1679–1729) ⚭ 1698 Élisabeth Charlotte de Bourbon-Orléans (1676–1744) | Herzog Leopold Joseph von Lothringen (1679–1729) ⚭ 1698 Élisabeth Charlotte de Bourbon-Orléans (1676–1744) | Herzog Leopold Joseph von Lothringen (1679–1729) ⚭ 1698 Élisabeth Charlotte de Bourbon-Orléans (1676–1744) | Herzog Leopold Joseph von Lothringen (1679–1729) ⚭ 1698 Élisabeth Charlotte de Bourbon-Orléans (1676–1744) | Kaiser Karl VI. (1685–1740) ⚭ 1708 Elisabeth Christine von Braunschweig-Wolfenbüttel (1691–1750) | Kaiser Karl VI. (1685–1740) ⚭ 1708 Elisabeth Christine von Braunschweig-Wolfenbüttel (1691–1750) | Kaiser Karl VI. (1685–1740) ⚭ 1708 Elisabeth Christine von Braunschweig-Wolfenbüttel (1691–1750)                       | Kaiser Karl VI. (1685–1740) ⚭ 1708 Elisabeth Christine von Braunschweig-Wolfenbüttel (1691–1750)                |
| Eltern                                   | Kaiser Franz I. Stephan (1708–1765) ⚭ 1736 Maria Theresia (1717–1780)                                      | Kaiser Franz I. Stephan (1708–1765) ⚭ 1736 Maria Theresia (1717–1780)                                      | Kaiser Franz I. Stephan (1708–1765) ⚭ 1736 Maria Theresia (1717–1780)                                      | Kaiser Franz I. Stephan (1708–1765) ⚭ 1736 Maria Theresia (1717–1780)                                      | Kaiser Franz I. Stephan (1708–1765) ⚭ 1736 Maria Theresia (1717–1780)                            | Kaiser Franz I. Stephan (1708–1765) ⚭ 1736 Maria Theresia (1717–1780)                            | Kaiser Franz I. Stephan (1708–1765) ⚭ 1736 Maria Theresia (1717–1780)                                                  | Kaiser Franz I. Stephan (1708–1765) ⚭ 1736 Maria Theresia (1717–1780)                                           |
| Maria Karolina von Österreich            | | | | |                                                                                                  |                                                                                                  | | |